# Raffaello Caverni
Raffaello Caverni (San Quirico di Montelupo Fiorentino, 12 marzo 1837 – Val d'Ema, 30 gennaio 1900) è stato un presbitero e scrittore italiano.

## Biografia
Fu ordinato sacerdote il 2 giugno 1860, nel seminario di Firenzuola, dopo aver completato i suoi studi a Firenze nel Collegio Eugeniano, le "Scuole Pie dei Padri Scolopi" e "l'Istituto Ximeniano".
Nel 1870 gli fu assegnata la parrocchia di S. Bartolomeo a Quarate Antellese in Val d'Ema, dove rimase fino al 30 gennaio 1900 (giorno della sua morte).
Raffaello Caverni oltre ai suoi compiti di sacerdote, dedicò la maggior parte del suo tempo a vari studi privilegiando quelli di storia naturale, ma dedicandosi anche a fisica, matematica, filosofia, astronomia.
Fu vincitore di un concorso bandito dal Regio istituto veneto di scienze, lettere ed arti, per un lavoro sulla "Storia del metodo sperimentale in Italia", con l'opera in sei volumi Storia del metodo sperimentale in Italia.
A Montelupo Fiorentino gli è stata intitolata una via. Sulla facciata della casa natale di via Fratelli Cervi al civico 185 fu apposta nel ventennio una targa in marmo con la seguente scritta: "EBBE IN QUESTA CASA I NATALI IL 12 MARZO 1837 RAFFAELLO CAVERNI, PARROCO DI QUARATE PRESSO FIRENZE, IN FISICA E STORIA NATURALE MAESTRO ED AUTORE VALENTE, CON TEDESCA ERUDIZIONE CON ITALIANA GENIALITA’, SCRITTORE CELEBRATISSIMO D’UNA STORIA DEL METODO SPERIMENTALE PLAUDITA DAI DOTTI E PREMIATA DALL’ISTITUTO VENETO. IL PATRIO MUNICIPIO ALL’ILLUSTRE CONCITTADINO MORTO IL 30 GENNAIO 1900 VOLLE POSTA QUESTA MEMORIA"
Gli è stato dedicato l'asteroide della fascia principale 10591 Caverni, scoperto il 13 agosto 1996 da Beppe Forti e Maura Tombelli. 

## Opere
- Raffaello Caverni, Problemi naturali di Galileo Galilei e di altri autori della sua scuola: raccolti ordinati ed annotati da Raffaello Caverni, Firenze, G.C. Sansoni, 1874.
- Raffaello Caverni, De' nuovi studi della filosofia: discorsi di Raffaello Caverni a un giovane studente, Firenze, G. Carnesecchio e figli, 1877.
- Raffaello Caverni, Voci e modi nella Divina Commedia dell'uso popolare toscano, Firenze, Giusti, 1877.
- Raffaello Caverni, L'estate in montagna. Nozioni di fisica, Firenze, Le Monnier, 1884.
- Raffaello Caverni, Fra il verde e i fiori, Firenze, Le Monnier, 1886.
- Raffaello Caverni, Con gli occhi per terra. Nozioni intorno alla natura e alle proprietà di alcune sostanze minerali, Firenze, Felice Paggi, 1888.
- Raffaello Caverni, Storia del metodo sperimentale in Italia, Firenze, G. Civelli, 1891-1900.

## Archivio integrato[3]
La Thek@ Caverni  è un archivio integrato sulla vita e l'opera di Caverni; permette la consultazione online dell'archivio personale dello studioso il cui nucleo principale è conservato presso i discendenti. Il progetto del Museo Galileo, attualmente in corso, prevede l'individuazione, la descrizione e digitalizzazione dell'intero corpus di manoscritti, documenti, lettere e opere a stampa provenienti da numerose istituzioni. L'interfaccia di consultazione permette inoltre un approfondimento con notizie bibliografiche, cronologiche, iconografiche e biografiche.